# آساهی ماسویاما
آساهی ماسویاما (انگلیسی: Asahi Masuyama؛ زادهٔ ۲۹ ژانویهٔ ۱۹۹۷) بازیکن فوتبال اهل ژاپن است.
از باشگاه‌هایی که در آن بازی کرده‌است می‌توان به باشگاه فوتبال ویسل کوبه اشاره کرد.